# Jean de Vassé (évêque)
Pour les articles homonymes, voir Jean de Vassé.
Jean de Vassé, évêque de Lisieux, est un ecclésiastique français du XVIe siècle, seigneur d'Aligné.

## Biographie
Fils de Jean Groignet de Vassé, abbé de Cahors, 1560, de Champagne, 1574-1579, de Corneille, 1574, de Saint-Georges-sur-Loire, 1577, fut enfin promu à l'évêché de Lisieux dont il prit possession le 3 mai 1580. Henri III l'avait nommé son aumônier ; il assista au concile de Rouen en 1581 et mourut au château des Loges le 16 mars 1583, d'après le Gallia Christiana, quoique le Dictionnaire de Maine-et-Loire de Célestin Port l'indique encore comme abbé de Saint-Georges en 1585. Marguerite de Vassé, sa sœur, fut prieure ou abbesse du Monastère de Patience de Laval en 1581-1585.

## Sources
- Ressource relative à la religion :   - Catholic Hierarchy
- « Jean de Vassé (évêque) », dans Alphonse-Victor Angot et Ferdinand Gaugain, Dictionnaire historique, topographique et biographique de la Mayenne, Laval, A. Goupil, 1900-1910 [détail des éditions] (BNF 34106789, présentation en ligne), t. III, p. 844.